# Sgarbh Breac
Sgarbh Breac ist der nördlichste Berg auf der schottischen Hebrideninsel Islay. Die 364 m hohe Erhebung befindet sich im Nordosten der Insel etwa drei Kilometer südwestlich des Kaps Ruvaal und acht Kilometer nordnordwestlich des Fährhafens Port Askaig. Etwa 1,5 km südwestlich des Gipfels liegt der 250 m breite See Loch Mhurchaidh. Etwa vier Kilometer südwestlich liegt der Sgarbh Dubh.
Sgarbh Breac liegt in einem praktisch unbesiedelten Teil der Insel, weshalb auch keine Straßen zu dem Berg führen. Es sind jedoch Wanderrouten zu dem Berg beschrieben, beispielsweise von der nahegelegenen Whiskybrennerei Bunnahabhain ausgehend. Vom höchsten Punkt aus sind die Paps of Jura auf der Nachbarinsel Jura sowie die Inseln Colonsay und Oronsay zu sehen.